# Лидерсдорф
Лидерсдорф (нем. Liedersdorf) — община в Германии, в земле Саксония-Анхальт. 
Входит в состав района Зангерхаузен. Подчиняется управлению Альштедт-Кальтенборн.  Население составляет 295 человек (на 31 декабря 2006 года). Занимает площадь 2,79 км².

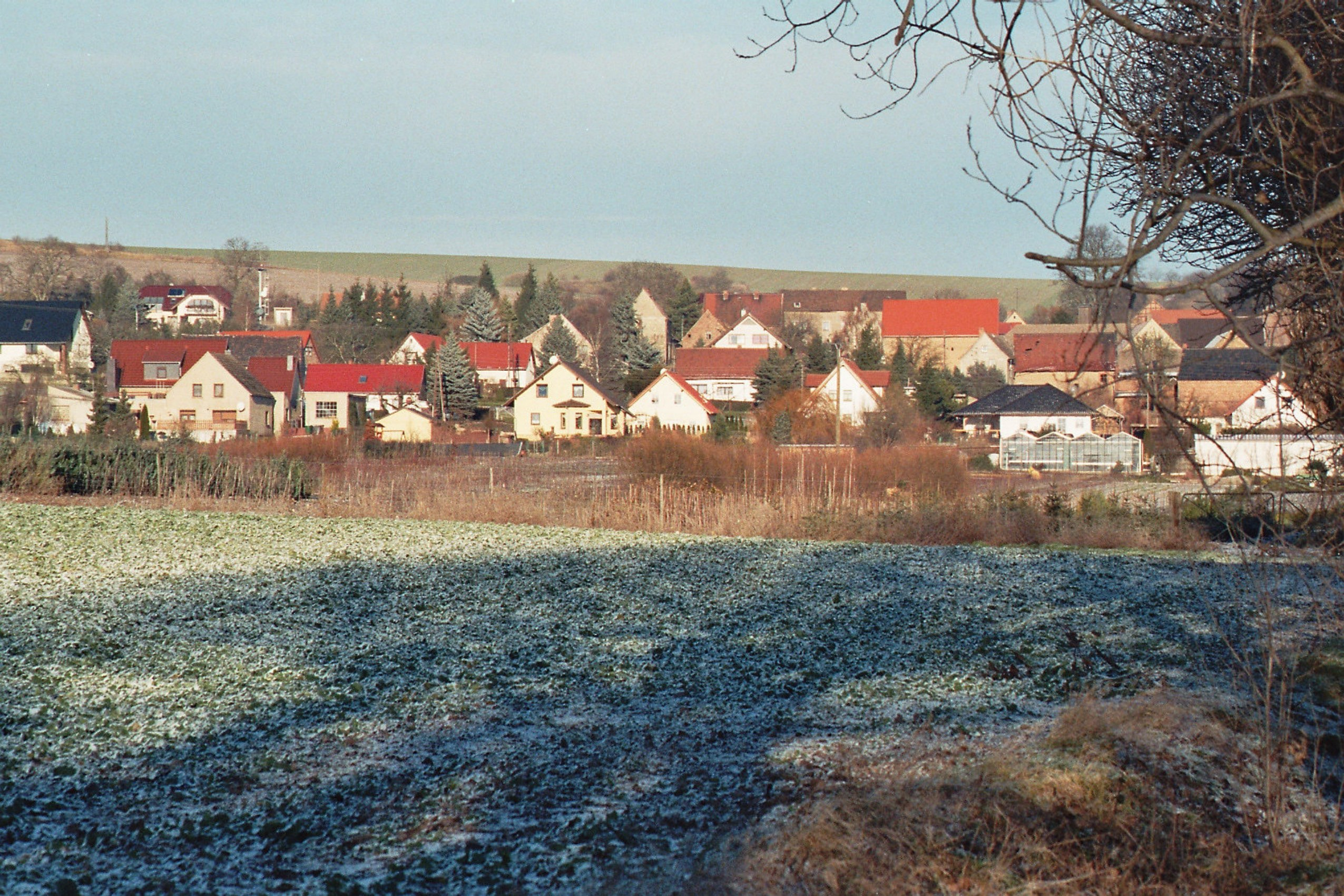
Вид на Лидерсдорф